# ريوجي فوكوي
ريوجي فوكوي (باليابانية: 福井 諒司) (7 أغسطس 1987 في هيوغو في اليابان – )؛ هو لاعب كرة قدم ياباني سابق كان يلعب كمدافع.

## وصلات خارجية
- ريوجي فوكوي على موقع رابطة كرة القدم اليابانية للمحترفين (اليابانية)
- ريوجي فوكوي على موقع قاعدة بيانات كرة القدم.إي يو (الإنجليزية)
- ريوجي فوكوي على موقع Soccerway.com (الإنجليزية)
- ريوجي فوكوي على موقع عالم كرة القدم.نت (الإنجليزية)